# Michmoret
Michmoret (hebr. מכמורת) – moszaw położony w samorządzie regionu Emek Chefer, w Dystrykcie Centralnym, w Izraelu.
Leży na równinie Szaron na wybrzeżu Morza Śródziemnego przy rzece Aleksander, na południe od miasta Hadera, w otoczeniu strefy przemysłowej Emek Hefer, wioski Chofit i moszawu Bet Jannaj.

## Historia
Moszaw został założony w 1945 przez zdemobilizowanych żydowskich żołnierzy z brytyjskiej armii. Nazwany Michmoret, ponieważ wielu z jego założycieli trudniło się rybołówstwem. Grunty rolne zakupiono od Arabów z wioski Arab al-Nufay'at, która została zniszczona podczas wojny o niepodległość w 1948.
W 1951 przy porcie rybackim powstała szkoła, a wraz z nią wioska młodzieżowa Mewo’ot Jam.

## Gospodarka
Gospodarka moszawu opiera się na rolnictwie, rybołówstwie, sadownictwie i turystyce. Istnieje tutaj niewielki port rybacki.
W moszawie znajduje się Camp Kimama Mikhmoret, który oferuje żydowskiej młodzieży wakacyjny wypoczynek. W ofercie znajdują się różnorodne kursy edukacyjne, biwaki oraz skauting, sporty wodne, piłka nożna, koszykówka, siatkówka, sztuki walki, taniec, teatr i śpiew. Przyjeżdża tutaj młodzież z Izraela i całego świata.

## Ciekawostki
Przy budynku szkoły Mewo’ot Jam Nautical School znajduje się latarnia morska Michmoret.

## Komunikacja
Przy moszawie przebiega autostrada nr 2  (Tel Awiw-Hajfa), brak jednak bezpośredniego wjazdu na nią. Z moszawu wychodzi lokalna droga, którą jadąc na południe dojeżdża się do moszawu Bet Jannaj i położonego przy nim węzła drogowego z autostradą nr 2 drogą nr 5720 , którą jadąc w kierunku wschodnim dojeżdża się do wioski Chofit i moszawu Kefar Witkin.